# Lahemaa nationalpark
Lahemaa nationalpark är en nationalpark i gränstrakterna mellan de båda landskapen Harjumaa (Harrien) och Lääne-Virumaa (Västra Virland) i norra Estland. Det skyddade området är 725 km², varav 474,1 km² land och 250,9 km² vatten. Parken som är den största och äldsta i Estland bildades 1971 och var det första området i dåvarande Sovjetunionen som skyddades.

## Fotogalleri

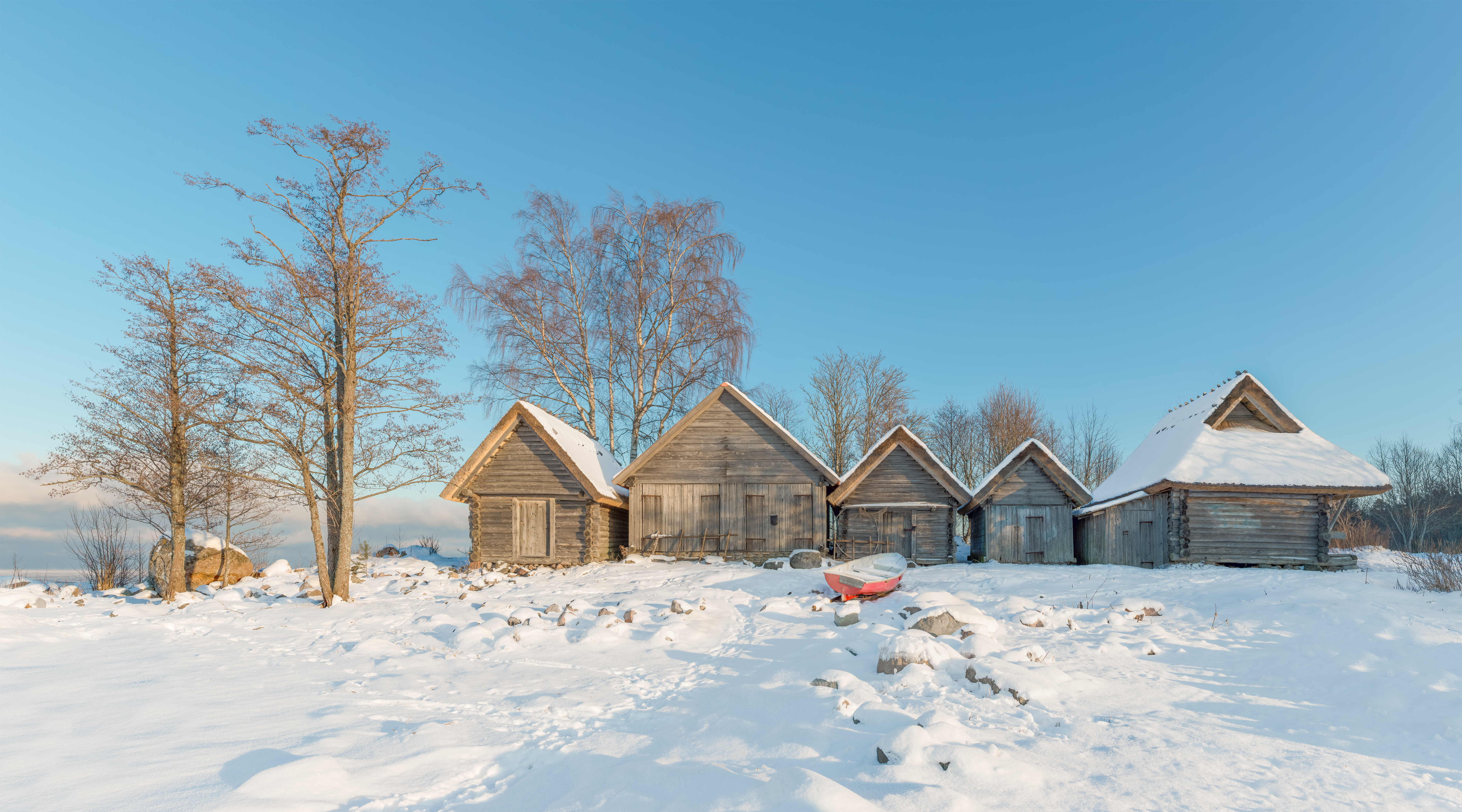
Stugor för fiskare i byn Altja.
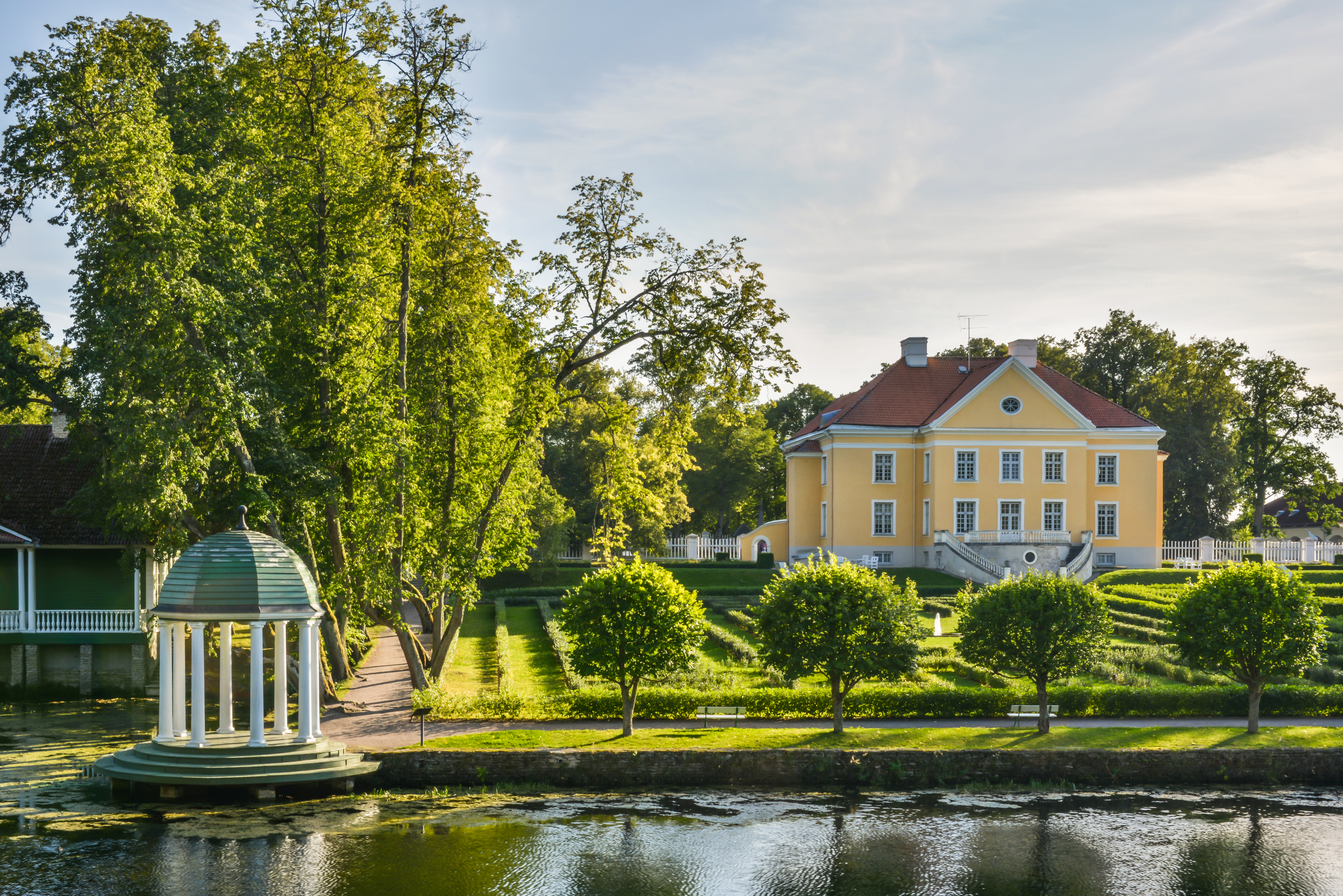
Palmse herrgård.
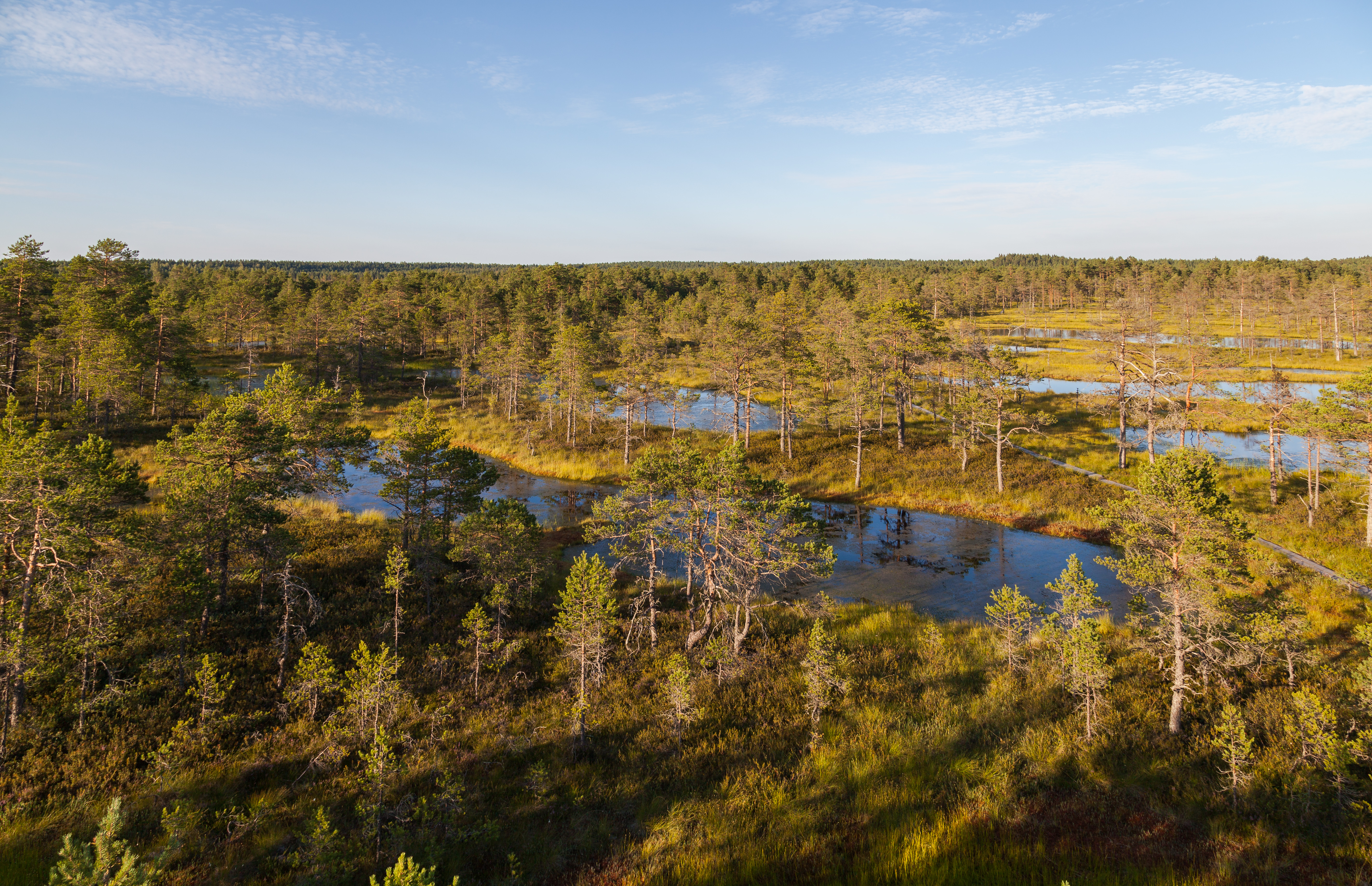
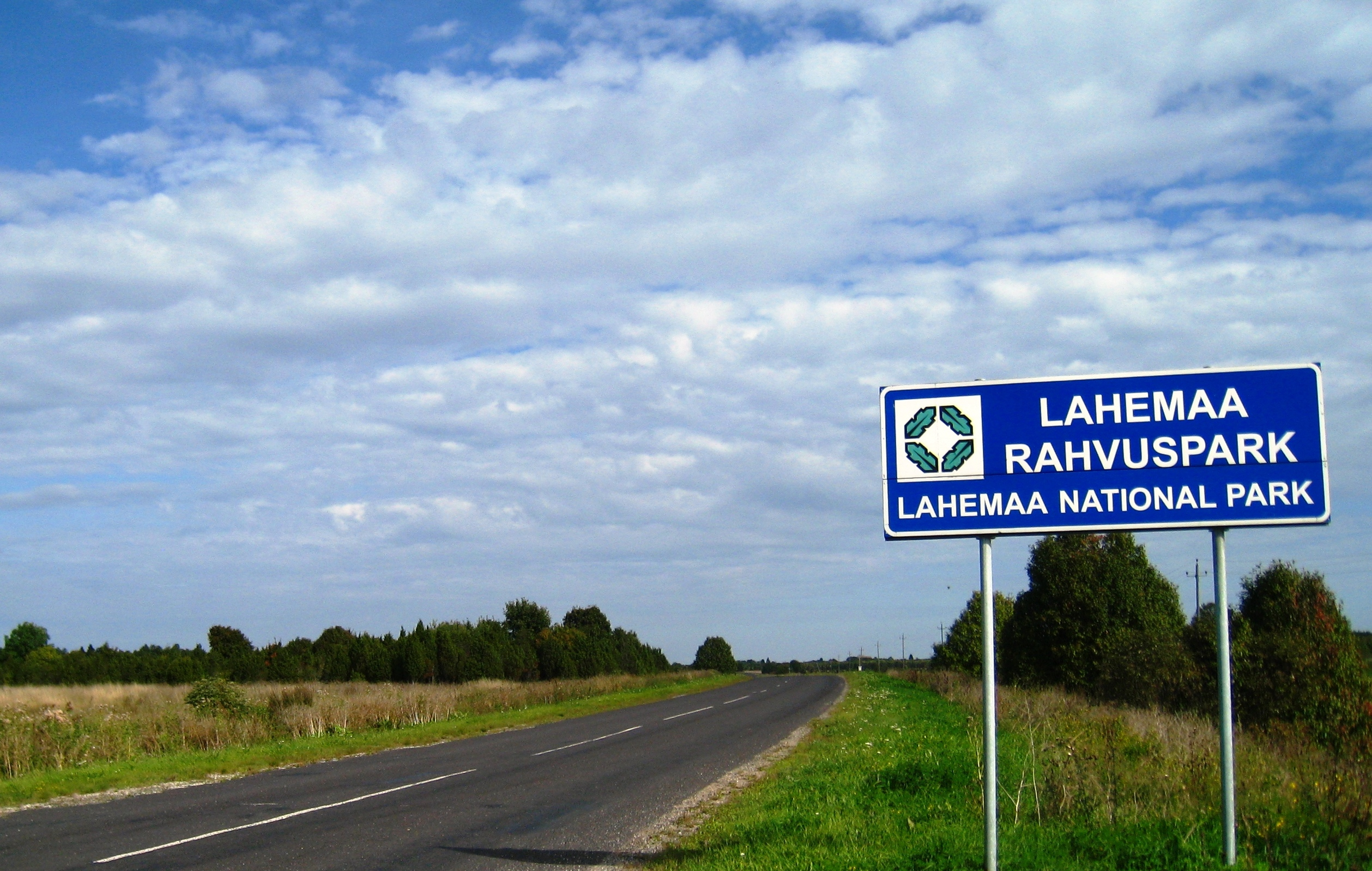